# 驚愕
驚愕（きょうがく）または驚き（おどろき、英: surpriseあるいはastonishmentあるいはwonder）とは、予期しない事象を体験したときに起こる瞬間的な感情をいう。他の感情に比べて単純かつ原始的で、生理的反応と強く結びついた情動である。驚いた状態をびっくりしたという。

## 概説
驚きという感情は自分の予測や予感、習慣を超えた事態が生じたことから的確な行動を即座に起こせない、精神的に受け身に回った状態と言える。「驚きっぱなし」というレトリックがあるが、実際には瞬間的な感情であり、一つの事象に対して驚き続ける事はできないし、過去の驚いた体験を回想して再び驚くこともできない。
多くの場合、人間は不測の事態が生じた時に、まず瞬間的に驚き、その後に事態を評価や解釈する思考を行い、回避や攻撃、肯定などの適切と思われる持続的な情念や情動を起こす。つまり、驚きの瞬間は全身全霊で驚いており、知性が介入する余地もない。『情念論』の中で人間の基本的な感情を基本６情念として提示したデカルトは、愛や憎しみ、欲望、喜び、悲しみという他の情念に先立ち、驚きこそが第一の情念であると指摘している。デカルトは過度の驚きを「驚愕」と呼び、驚きの下位概念として対象の大きさに驚く「尊重」、対象の小ささに驚く「軽視」を設定している。また、驚きは反対感情や矛盾感情が存在しない単独の感情であり、他の感情と併存することもないと述べている。
驚きは学習にとって重要である。
また学問的探求の多くは好奇心、すなわち知らないことを知りたいという情動が原動力となって行われてきたものであり、さらに言えば「知らないことを知った」時に感じられる驚きの感情、一種の興奮状態を感じたいという情動が学問的探求の原動力となってきた。

### 身体的反応

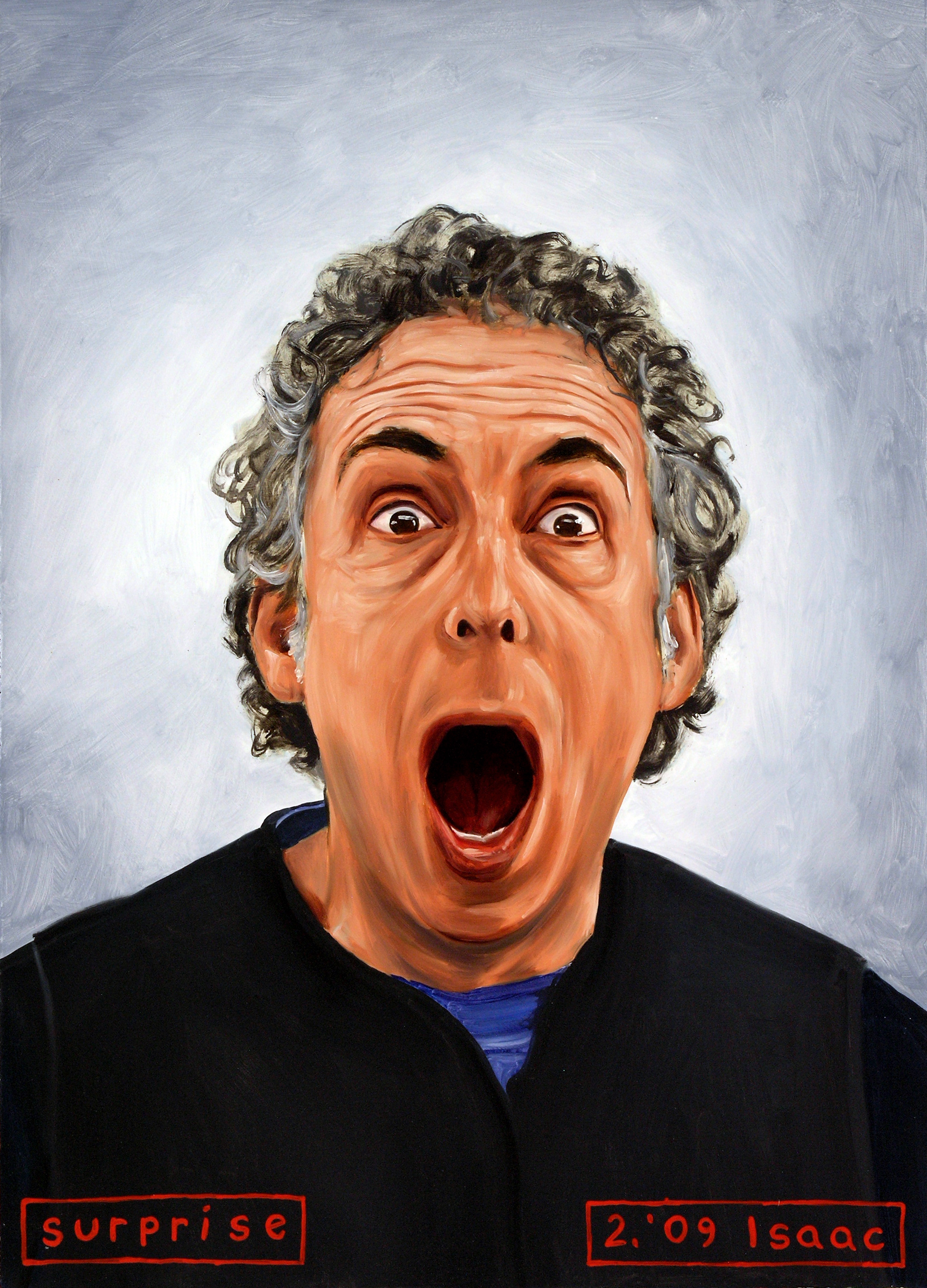
「surprise（驚き）」と題された油絵

心理学では客観的に観察できる、驚きによる反応を驚愕反応（startle reaction）と呼ぶ。驚愕反応は個体発達の中でも発現が早く、生後数時間の新生児で生じる。